# 瓦辛基蘇郡

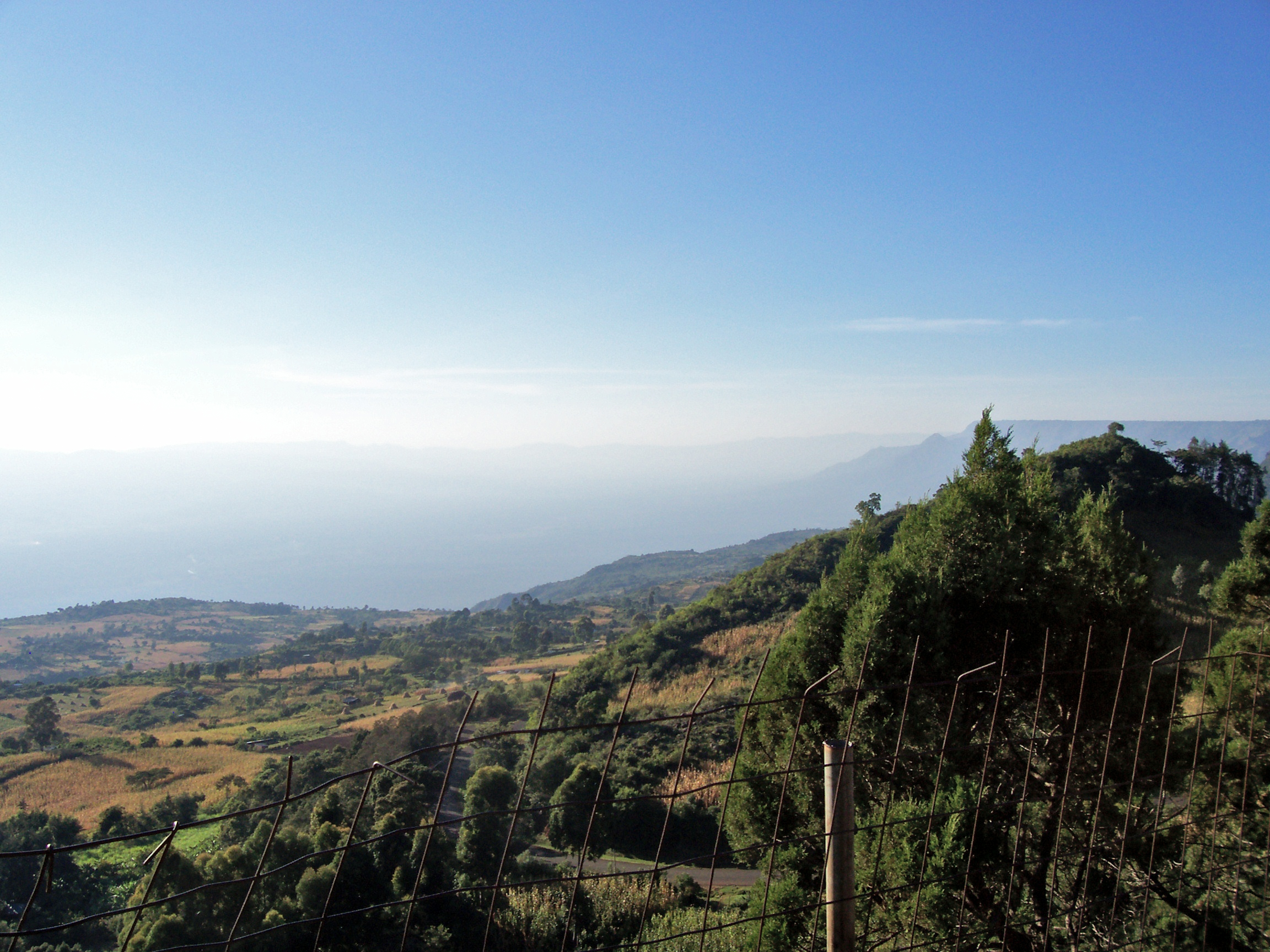

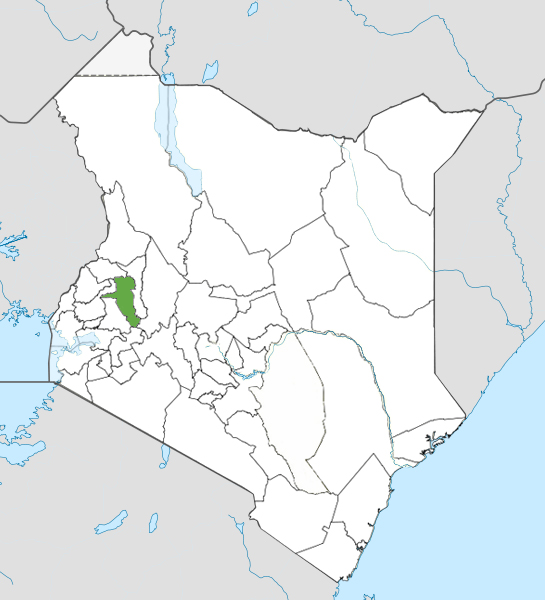

瓦辛基蘇郡，是肯尼亞的一個郡，位於該國西部，由裂谷省負責管轄，首府設於埃爾多雷特，始建於2013年3月4日，面積2,955.3平方公里，2009年人口894,179，人口密度每平方公里302.57人。